# فلسفه چیست؟ (کتاب آگامبن)
فلسفه چیست؟ (ایتالیایی: Che cos’è la filosofia?) کتابی از جورجو آگامبن است که سال ۲۰۱۶ منتشر شد و تحقیقی «پیچیده و غنی» پیرامون ماهیت فلسفه ارائه می‌دهد.